# 자양산
자양산(紫陽山)은 대한민국 경상남도 함안군 산인면(山仁面)의 주봉이다. 높이는 402미터이다.